# تشارلز ويليام أليكساندر بورجوازي
تشارلز ويليام أليكساندر بورجوازي (بالفرنسية: Charles Guillaume Alexandre Bourgeois)‏ هو رسام وكيميائي وفيزيائي ونقاش فرنسي، ولد في 16 ديسمبر 1759 في أميان في فرنسا، وتوفي في 7 مايو 1832 في باريس في فرنسا.